# Сэди Томпсон
«Сэди Томпсон» (англ. Sadie Thompson) — американская немая драма 1928 года режиссёра Рауля Уолша по мотивам инсценировки рассказа Сомерсета Моэма «Дождь». Фильм был номинирован на премию «Оскар» по двум категориям: лучшая женская роль (Глория Свенсон) и лучшая операторская работа (Джордж Барнс).

## Сюжет
Проститутка Сэди Томпсон приезжает жить на остров Паго-Паго. Пытаясь соблазнить моралиста Альфреда Дэвидсона, она сталкивается с его осуждением. Альфред требует, чтобы она вернулась в Сан-Франциско и не развращала островитян. Пользуясь влиянием в муниципалитете, Дэвидсон настойчиво добивается, чтобы эту нежелательную особу выслали с Паго-Паго как можно скорее. Но в девушку влюбляется сержант Тим О’Хара, который намерен сделать всё для её нравственного спасения.

## В ролях
- Глория Свенсон — Сэди Томпсон
- Лайонел Бэрримор — мистер Альфред Дэвидсон
- Бланш Фридеричи — миссис Альфред Дэвидсон
- Чарльз Уиллс Лейн —  доктор Ангус Макфейл
- Джеймс Маркус — Джо Хорн
- Уилл Стантон — квартирмейстер Бейтс
- Рауль Уолш — сержант Тим О’Хара

## Производство
На основе рассказа Сомерсета Моэма «Дождь» (первоначально опубликованного в апреле 1921 года под заглавием «Мисс Томпсон» в журнале «The Smart Set») Джон Колтон и Клеменс Рэндольф написали пьесу, которая была поставлена в Maxine Elliott Theatre в Нью-Йорке; за период с 7 ноября 1922-го по 31 мая 1924 года состоялось 608 спектаклей с Джинн Иглз в главной роли. Снять фильм по этой пьесе предложила Раулю Уолшу сама Глория Свенсон. Актриса заинтересовалась ею, посмотрев театральную постановку. Однако оказалось, что пьеса из-за своего содержания занесена в «неофициальный чёрный список» и не рекомендуется к экранизации. Поэтому сценаристам пришлось внести определённые коррективы, чтобы получить возможность приступить к съёмкам, которые проходили на острове Санта-Каталина в Тихом океане близ побережья Калифорнии.
После выхода в прокат картина получила высокие оценки кинокритиков, которые также отмечали замечательную игру Глории Свенсон.
Фильм стал последней работой Уолша в качестве актёра: вскоре после съёмок он попал в автомобильную аварию и потерял правый глаз, после чего больше не снимался.
Долгое время считалось, что фильм утерян, однако после смерти Глории Свенсон в 1983 году в её доме была обнаружена единственная сохранившаяся копия, которую отреставрировали и выпустили на DVD в 1990 году.

## Критика
Фильм «Сэди Томпсон» получил высокую оценку критиков, как и игра Свенсон. Современные кинокритики назвали игру Свенсон в этом фильме одной из её лучших. Фильм имел кассовый и критический успех. Фактически, это был один из её последних финансово успешных фильмов, наряду с такими фильмами, как «Правонарушительница» (The Trespasser) и «Бульвар Сансет». Он заработал 1 миллион долларов в США и 7 миллионов долларов в мировом прокате. Однако по совету Кеннеди Свенсон продала свои права на распространение фильма Шенку, потому что Кеннеди считал, что фильм будет коммерчески провальным. Ему также не нравился персонаж, который Свенсон играла в фильме.
Фильм также вошёл в топ-10 лучших картин года.